# キューバの野球
この項では、キューバの野球の発祥とその後の発達について記述する。

## 歴史

### 草創期（1864～1898年）
アメリカ合衆国のアラバマ州モービルの大学に留学していたキューバ人のネミシオ・ギロが野球のルールを学び、1864年に弟のエルネストと共に帰国して野球用具と共に野球のルールを伝えたのがキューバの野球の始まりとされている。これと相前後してアメリカ人の水夫達がマタンサス州に現在のような試合形式の野球を持ち込んでいる。アメリカに最初のプロ野球チーム、シンシナティ・レッドストッキングスが誕生する5年前であった。ギロ兄弟は1868年に最初の野球チームであるレオネス・デル・ハバナを創設し、マタンサスに寄港したアメリカ人水夫達のチームと試合を行った。しかし同じ年にスペインからの第一次キューバ独立戦争が始まると、キューバを統治していたスペインの当局が1869年に野球を禁じる命令を出す。これは当時普及した野球が、スペインの闘牛に対する自由と平等主義のシンボルとして捉えられていた面があったからである。
1870年代にはアメリカ合衆国でプロ野球選手となるキューバ出身者が現れた。スティーブ・ベリャンは1863年から1868年までフォーダム大学で学んだ後の1869年にニューヨークのセミプロのクラブチームであったトロイ・ヘイメイカーズに参加し、ニューヨークのプロ野球チームでプレーした後の1874年に帰国し、その後に結成されるキューバリーグで選手兼任監督となった。
最初の公式戦は1874年12月27日に開催され、この試合ではハバナがマタンサスのチームに51-9で大勝した。1878年には3チームによる国内リーグ"リーガ・クバーナ・デ・ベイスボル"が組織され、同年12月29日にリーグ最初の試合が行われた。この頃から徐々に野球人気が高まっていき、1890年代には75ものプロチームが存在した。野球人気を支えたサトウキビ工場の労働者は黒人奴隷やその子孫が多くを占めており、サトウキビは植えてから収穫するまでの4～5ヶ月間で、それ以外は暇を持て余していた。野球は棒切れやボールさえあれば誰でも楽しめる上に適度に休息が取れるので、暑い国に住み、貧しい彼らにとっては正にうってつけのスポーツだった。サトウキビ工場では働きの良い労働者への報酬として、優先的に作った野球チームの試合に参加させるシステムまで作られ、砂糖の収穫高にまで野球の影響が及んだ。

### 国際化（1898～1933年頃）
米西戦争をきっかけとして、20世紀に入るとキューバとアメリカ合衆国本土とのプロ選手の交流が盛んになり、キューバリーグは1900年頃からアメリカ合衆国の黒人プレーヤーを受け入れるようになり、夏季はアメリカ本土、冬季はキューバに渡ってプレーするニグロリーグの選手も多く現れた。この頃はメジャーリーグのチームとの交流戦も行われており、キューバリーグのチームの実力はメジャーリーグのチームのそれにも引けをとらなかったという。この頃活躍したクリストバル・トリエンテやホセ・メンデスなどの著名な選手は、後年初期のニグロリーグの選手達とともにアメリカ野球殿堂入りを果たした。
同じ頃アメリカのメジャーリーグベースボールはアフリカ系アメリカ人など非白人のプレイヤーの参加を制限しており、白人のキューバ出身者はメジャーリーグへ参加することが出来た。1923年にメジャーリーグで最多勝のタイトルを獲得したドルフ・ルケなどが代表的な選手である。

### 第二次世界大戦～キューバ革命
第二次世界大戦中はアメリカとキューバの間の渡航が規制されていたが、その間キューバリーグではマヌエル・ガルシア、アレハンドロ・クレスポなどの選手を輩出し、戦後はアメリカでプレーしていた選手達が帰国してキューバリーグに参加し、大いに盛り上げた。
一方でアメリカはメジャーリーグへ優秀なキューバ出身選手を送り込むことを狙いとして、1947年にキューバリーグと協定を結び、冬季のマイナーリーグの交流などを行うようになった。1950年代になると、ミニー・ミノーソ、カミロ・パスカルなどメジャーリーグでも著名な活躍をするキューバ出身選手が現れるようになった。

### キューバ革命以降
1959年に起こったフィデル・カストロによるキューバ革命以降、アメリカとの関係が急激に悪化。そのため、メジャーリーグとキューバ野球の交流も1999年3月28日にエスタディオ・ラティーノアメリカーノでボルチモア・オリオールズ対キューバ代表の親善試合第1戦が開催されるまで途絶えた。1961年3月にカストロのプロ禁止命令を受け、プロ野球リーグ、"リーガ・クバナ・デ・ベイスボル"が解散。その後の1962年1月にアマチュアの野球リーグとして"セリエ・ナシオナル・デ・ベイスボル"が設立された。
国内リーグの日程を国際大会参加に支障がないように組み、インターコンチネンタルカップやワールドカップでも最高のメンバーで代表チームを編成している。夏季オリンピックで野球が正式種目となった1992年以降の5大会で3度の金メダル（バルセロナオリンピック、アトランタオリンピック、アテネオリンピック）と2度の銀メダル（シドニーオリンピック、北京オリンピック）を獲得。また2006年に行われた第1回WBCでも準優勝しているようにプロ選手が参加しているチーム相手にもその強さを見せ付けている。2009年の第2回WBCでは対日本戦で二度の完封負けを喫し、1951年以来、58年ぶりに主要な国際大会での決勝進出を逃した。2013年の第3回WBCでも対オランダ戦で二度の敗戦を喫し、2大会連続で準決勝進出を逃した。
国内リーグの選手は国家公務員としてプレーをして、給与という形で収入を得る（ステート・アマ）。オマール・リナレスとペドロ・ラソは長年にわたる功労が評価され、例外的に他国プロ野球リーグでのプレーが許可された。1991年のレネ・アロチャのアメリカへの亡命以降は、メジャーリーグでのプレーを目的に亡命する選手が増えている。

### 国外でのプレーをめぐる政策の転換（2013年 - ）
2000年代後半に代表チームの国際大会での成績が低迷してからは国外プロリーグでのプレーを認める動きが始まり、2013年6月12日にミチェル・エンリケスがリーガ・メヒカーナ・デ・ベイスボルのカンペチェ・パイレーツと期間限定で契約することが承認され、6月22日にはアルフレド・デスパイネが同じくパイレーツと期間限定で契約することが承認される。キューバの内閣に相当する閣僚評議会では、有力選手の相次ぐ亡命や国際試合における代表チームの不振を踏まえて、2013年9月21日にスポーツ選手の待遇や報酬などに関する対応を本格的に協議。スポーツ省によって（国際大会での実績などから）「優秀で国家への貢献度も高い」と認められたベテラン選手が国外でのプレーを希望した場合には、政府による管理の下で、外交上商取引を禁止していない国（日本など）のプロスポーツチームに限って選手の保有権を持つ機関（キューバ野球連盟など）からのリース扱いでプロ契約を結ぶことを認めた。国内の野球選手についても、この政策転換によって、上記の条件に該当していれば亡命しなくても国外のプロリーグで活動することが可能になった。ただし、キューバ野球連盟が引き続き選手の保有権を持つことから、契約上は「キューバ野球連盟がセリエ・ナシオナル・デ・ベイスボルのオフシーズン（4月末 - 11月末）に限って選手を国外のチームに貸し出す」という前提で保有権を当該チームへ譲渡する。そのため選手には、国外リーグのシーズン終了（契約期間の満了）後にセリエ・ナシオナル・デ・ベイスボルでシーズン終了までプレーを続けることや、契約金や年俸から一定の割合に相当する金銭を「国内のスポーツ選手の育成に還元する」という名目でキューバスポーツ省やキューバ野球連盟などへ納付することを求めている。
なお、政策転換を決定した直後の2013年9月25日には、キューバスポーツ体育レクリエーション庁長官のフリオ・クリスチャン・ヒメネスが日本の外務省を訪問。その際に、キューバ国内のプロ野球選手の獲得を希望するNPBの球団に対して、外務省経由で獲得希望選手リストの提出を求めたとされる。2014年には、ナショナルチーム代表の常連であるノルベルト・ゴンサレスとホアン・ペドロソがイタリアンベースボールリーグのネットゥーノ 2・ベースボールクラブと契約したのを皮切りに、国外のプロ球団との契約が相次ぐ。日本では同じくナショナルチーム代表常連のフレデリク・セペダが上記の条件でNPBの読売ジャイアンツと契約し、日本でもキューバ選手のプロ契約が相次ぐ。こうして国外のプロ球団との契約が相次いだことから、セリエ・ナシオナル・デ・ベイスボルの2014-2015シーズンは開催時期を9月21日に早め、国外リーグの開幕に間に合う日程となった。
2018年12月19日、MLB機構と選手会とキューバ野球連盟との間で、キューバ人選手が亡命しないで北米球団と契約できる内容の協定に合意。
2022年5月4日、世界野球ソフトボール連盟とキューバ野球連盟はキューバの選手が海外リーグの球団と独自にプロ契約を結ぶことを可能とする内容の歴史的な覚書を締結した。